# CDGVAL

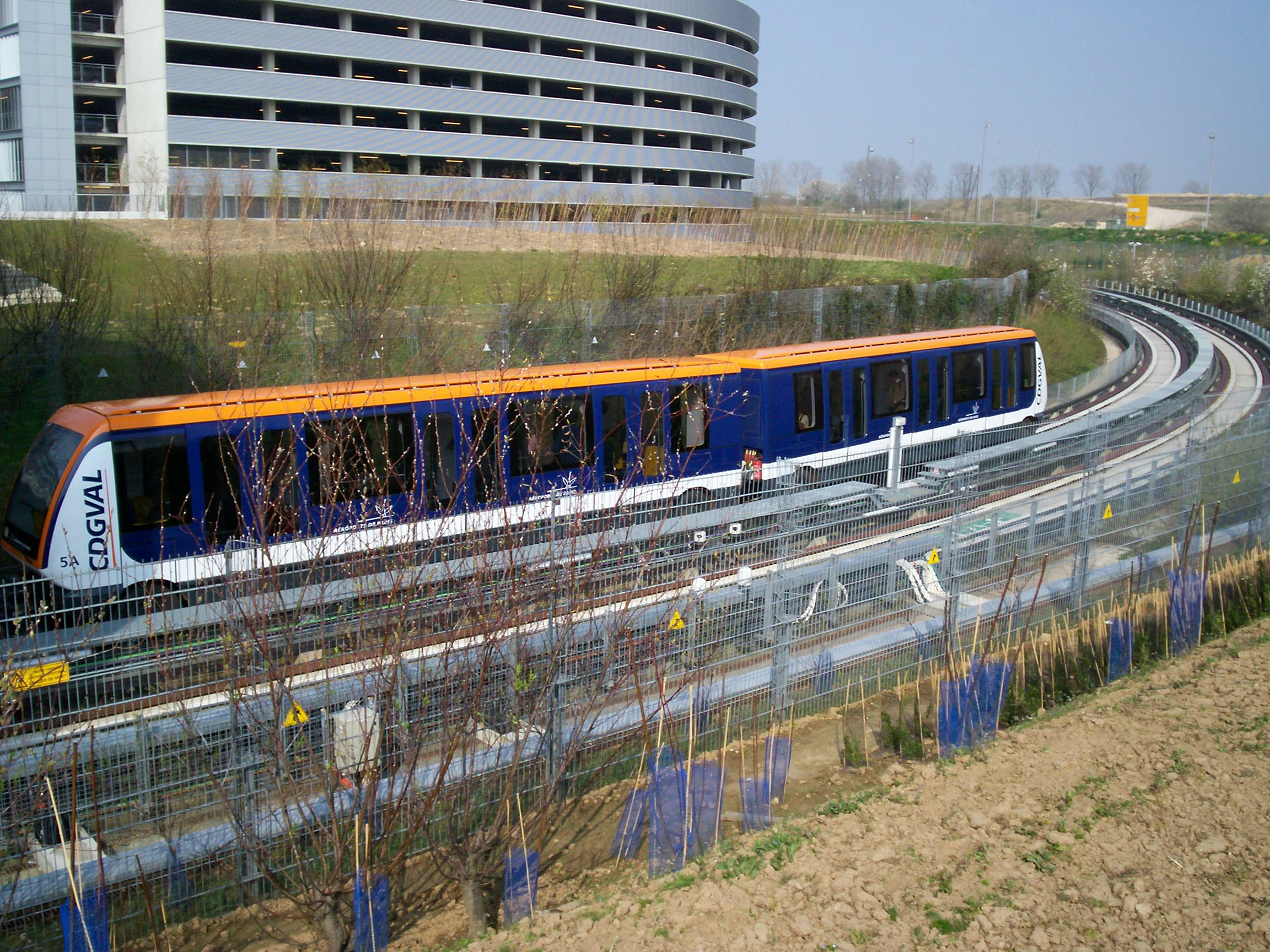
CDGVAL-trein nadert station Parc PX

CDGVAL is een automatisch rijdende metro (een zogenaamde Véhicule Automatique Léger of VAL) in de omgeving van de Parijse luchthaven Charles de Gaulle.

## Geschiedenis
De CDGVAL werd aangelegd na het mislukken van een project voor een people mover van het type SK, van het bedrijf Soulé. Dit project kende problemen, waardoor tijdens de testritten (er waren al twee lijnen gebouwd) het project werd stilgelegd. De totale kosten bedroegen ruim 1 miljard Franse Frank, of meer dan 150 miljoen euro.
Na het mislukken van het eerste project werd besloten een people mover aan te leggen die gebruikmaakt van de VAL-techniek. De eerste lijn werd geopend op 4 april 2007 en voert van Terminal 1 naar Terminal 2 via twee parkeerplaatsen en Terminal 3. Een tweede lijn genaamd LISA (Liaison Interne Satellite Aérogare) werd in juni 2007 geopend en heeft twee stations. Voor die lijn zijn nog uitbreidingsplannen.
Het traject van de twee lijnen heeft bij elkaar 145 miljoen euro gekost.

## Fotogalerij

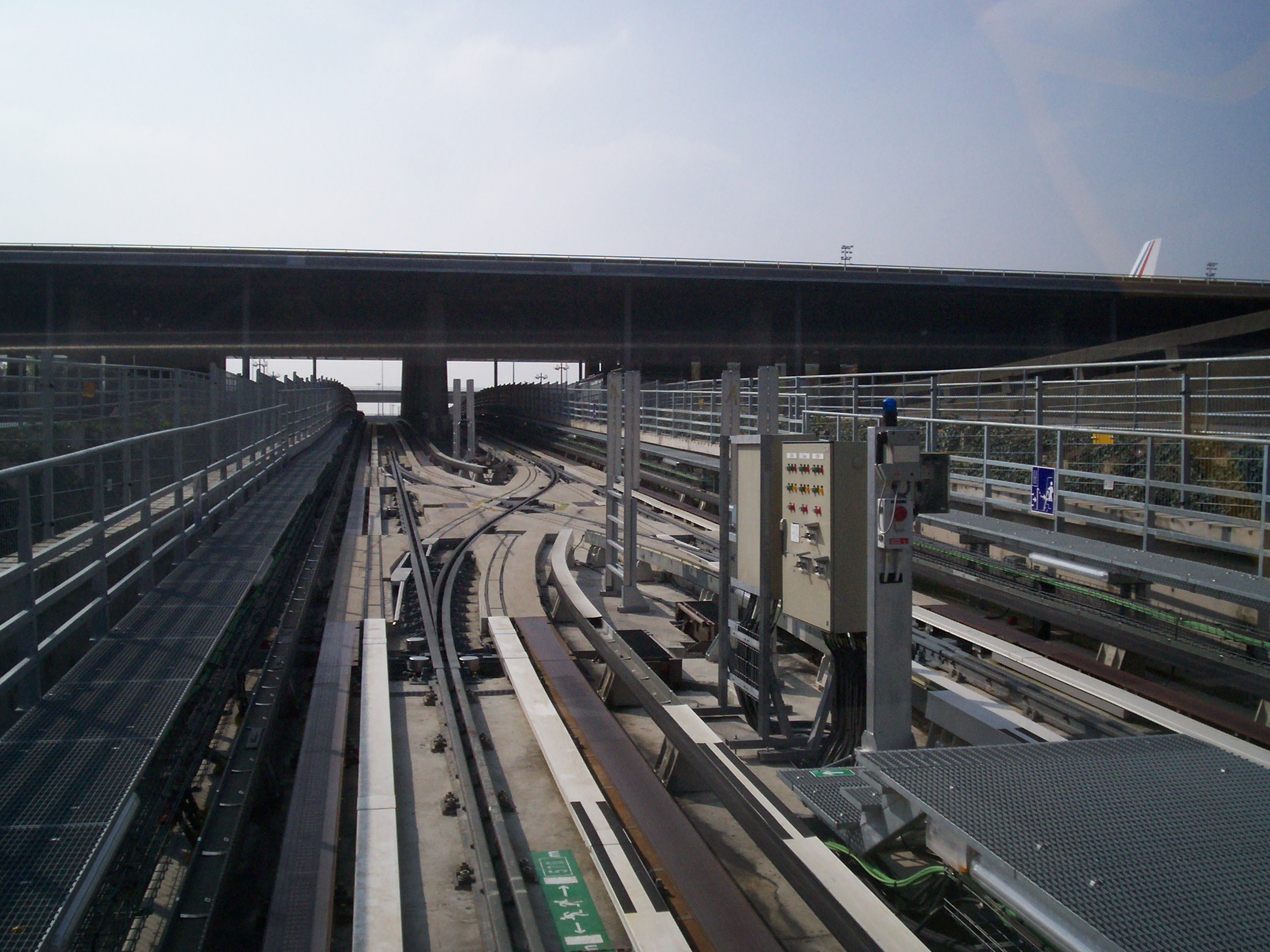
Sporen van Terminal 1
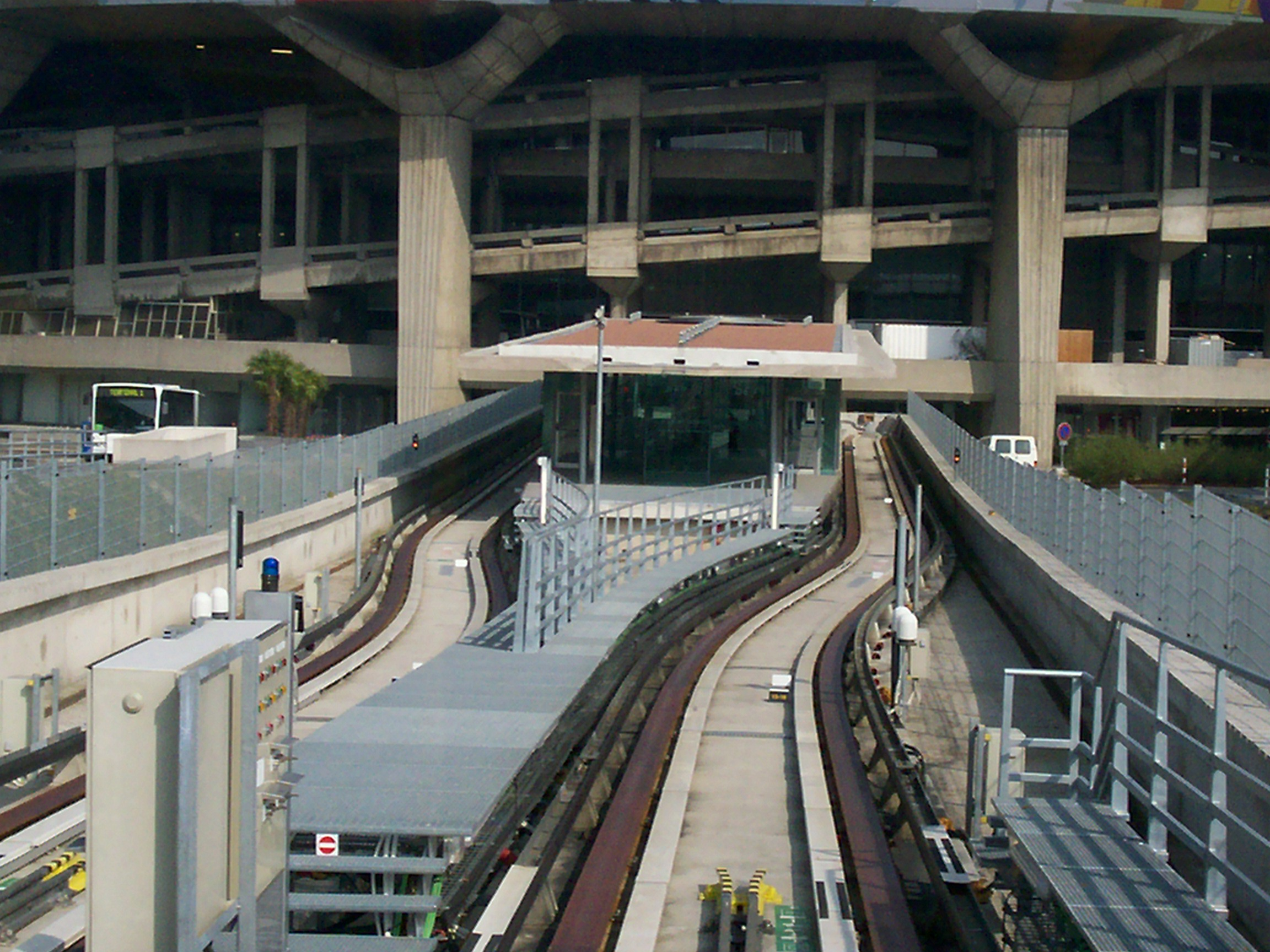
Station Terminal 1
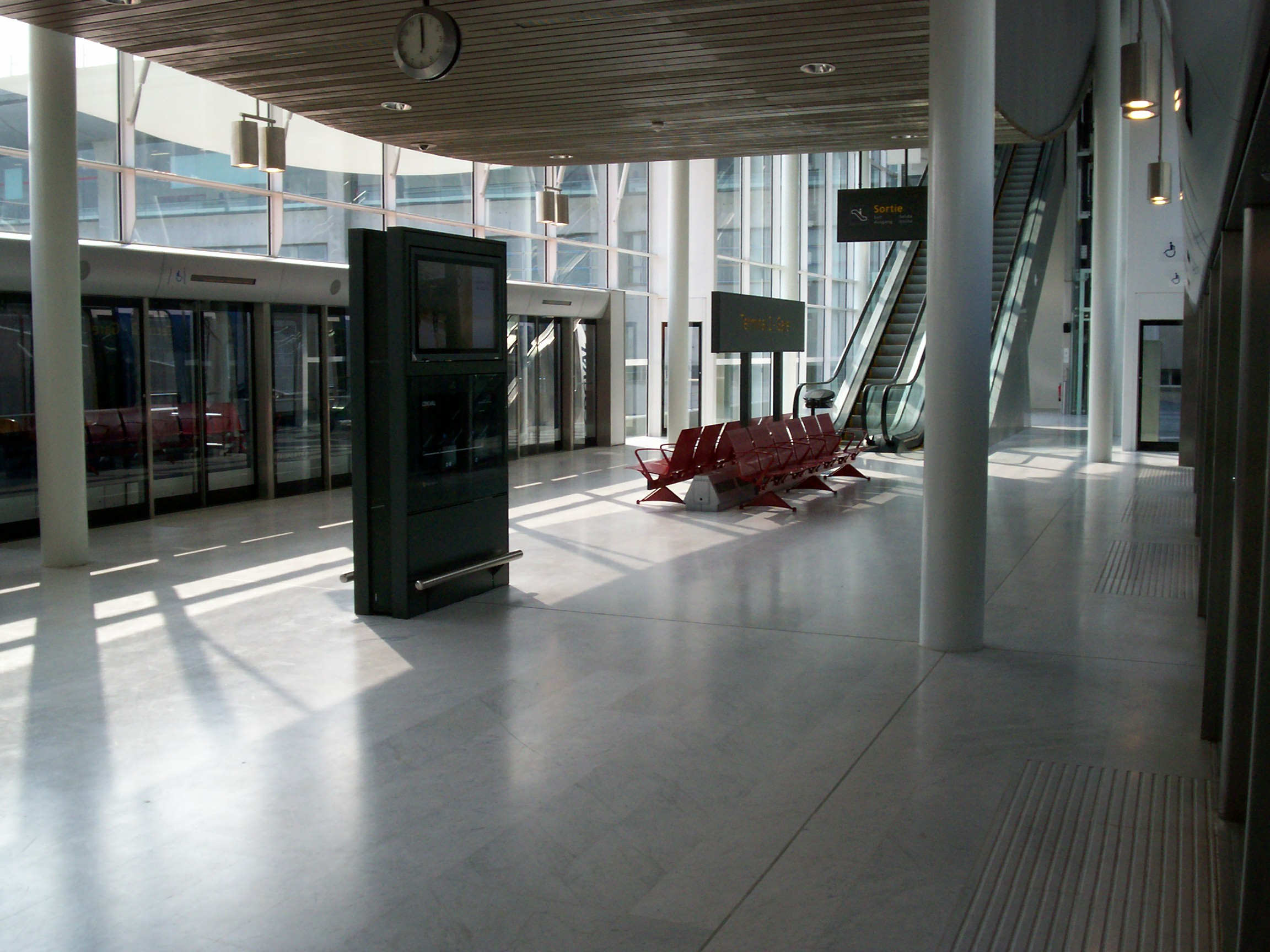
Terminal 2
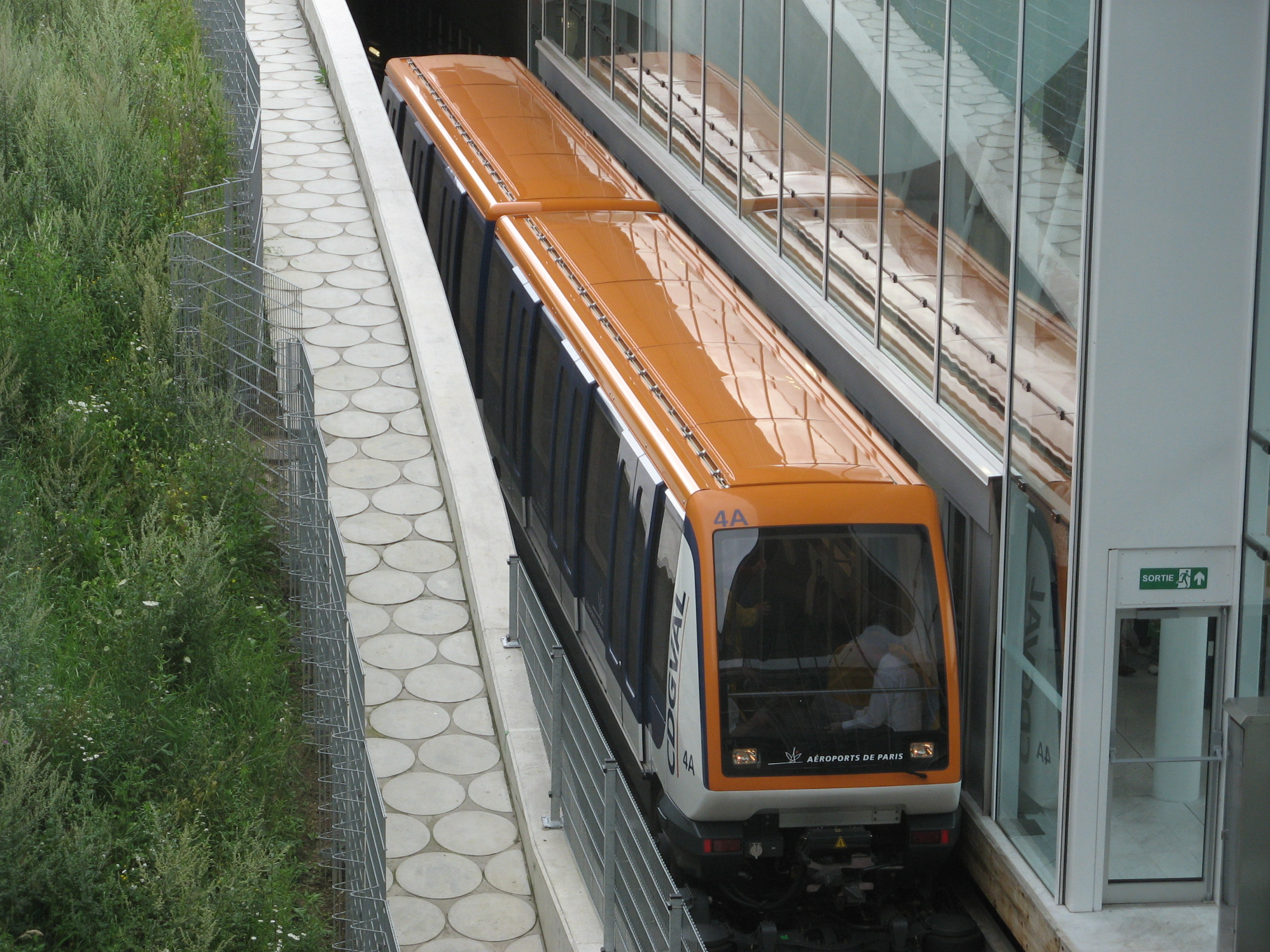
Station Terminal 2
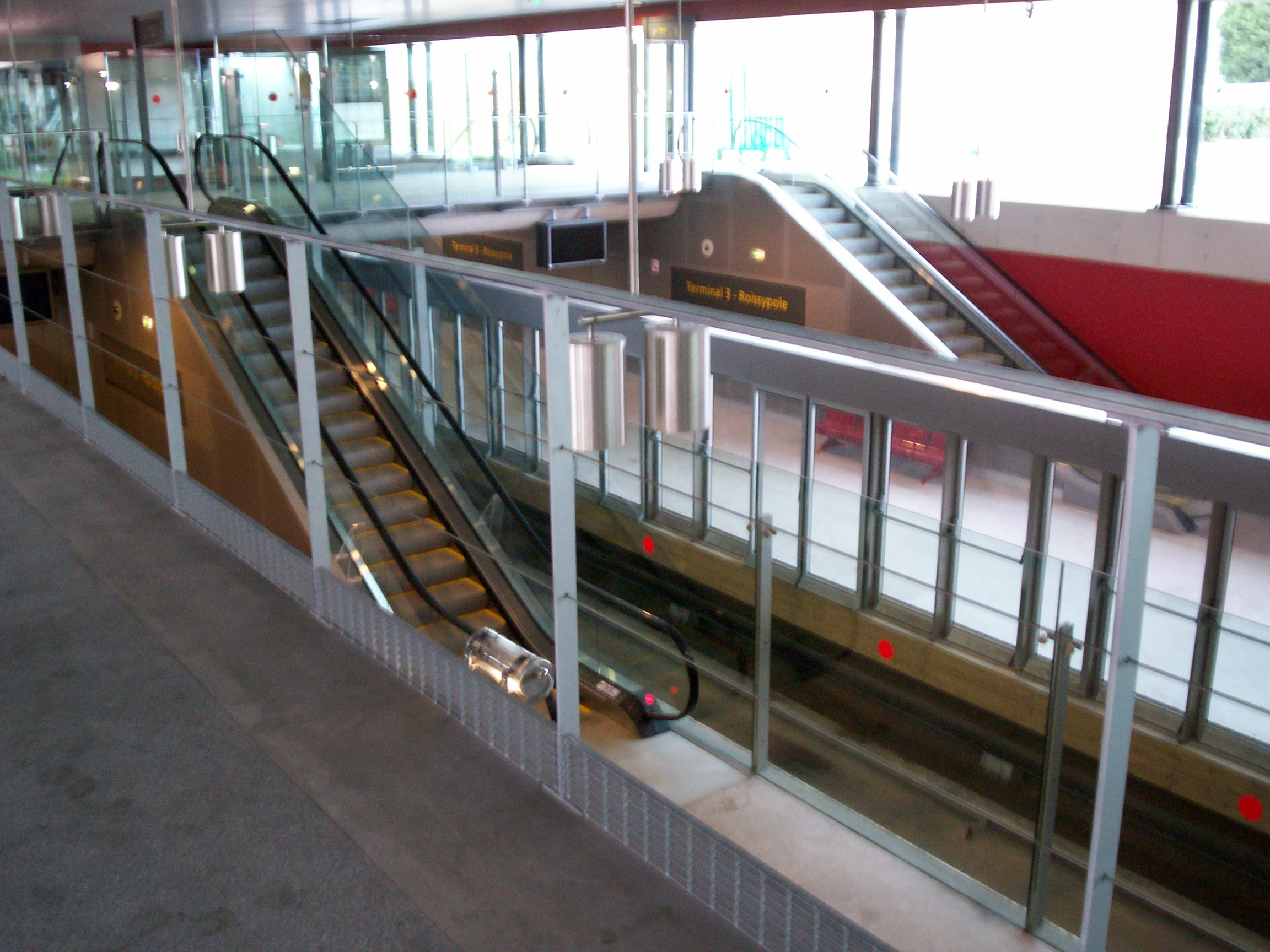
Station Terminal 3-Roissypole
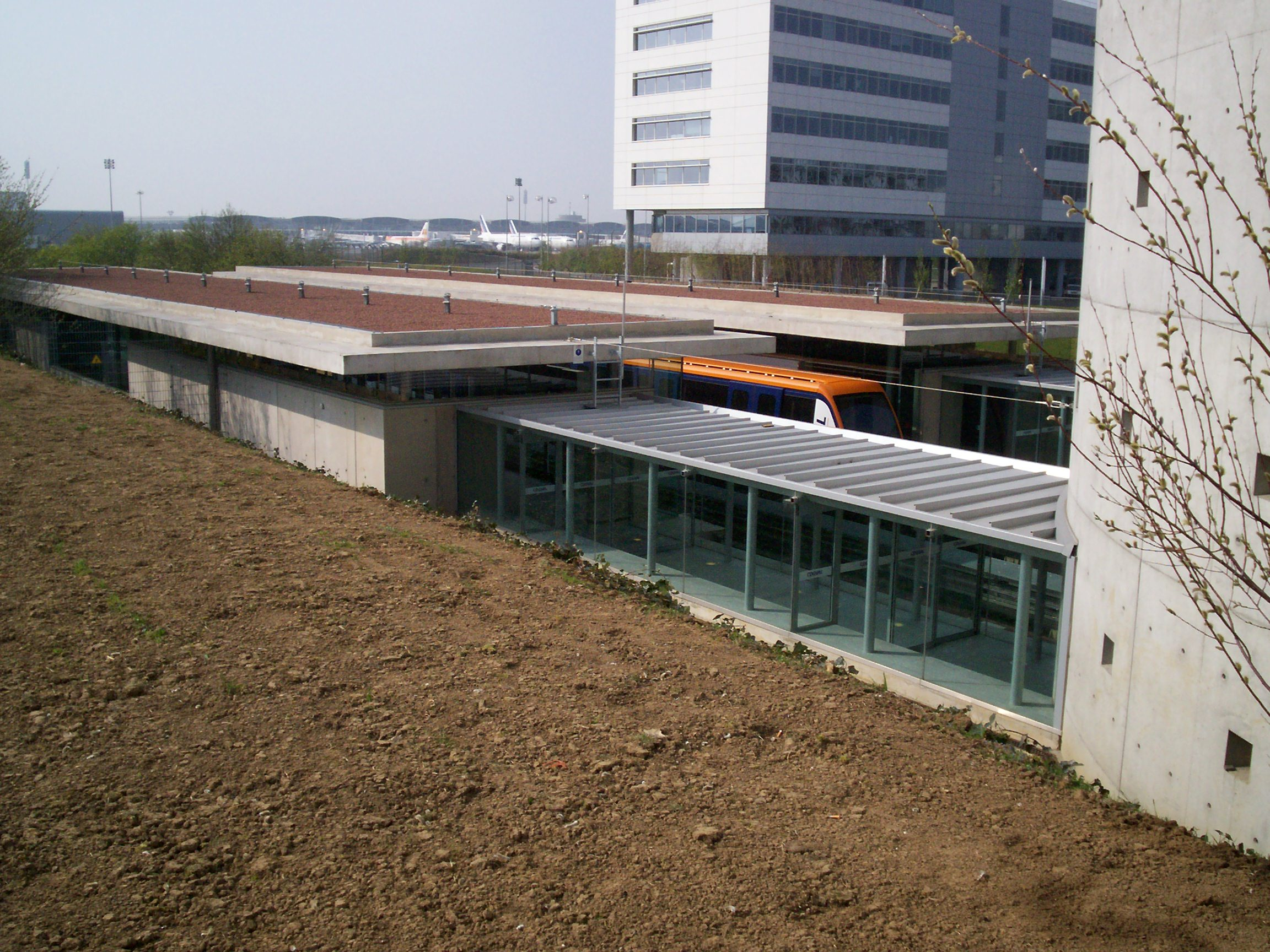
Station Parc PX
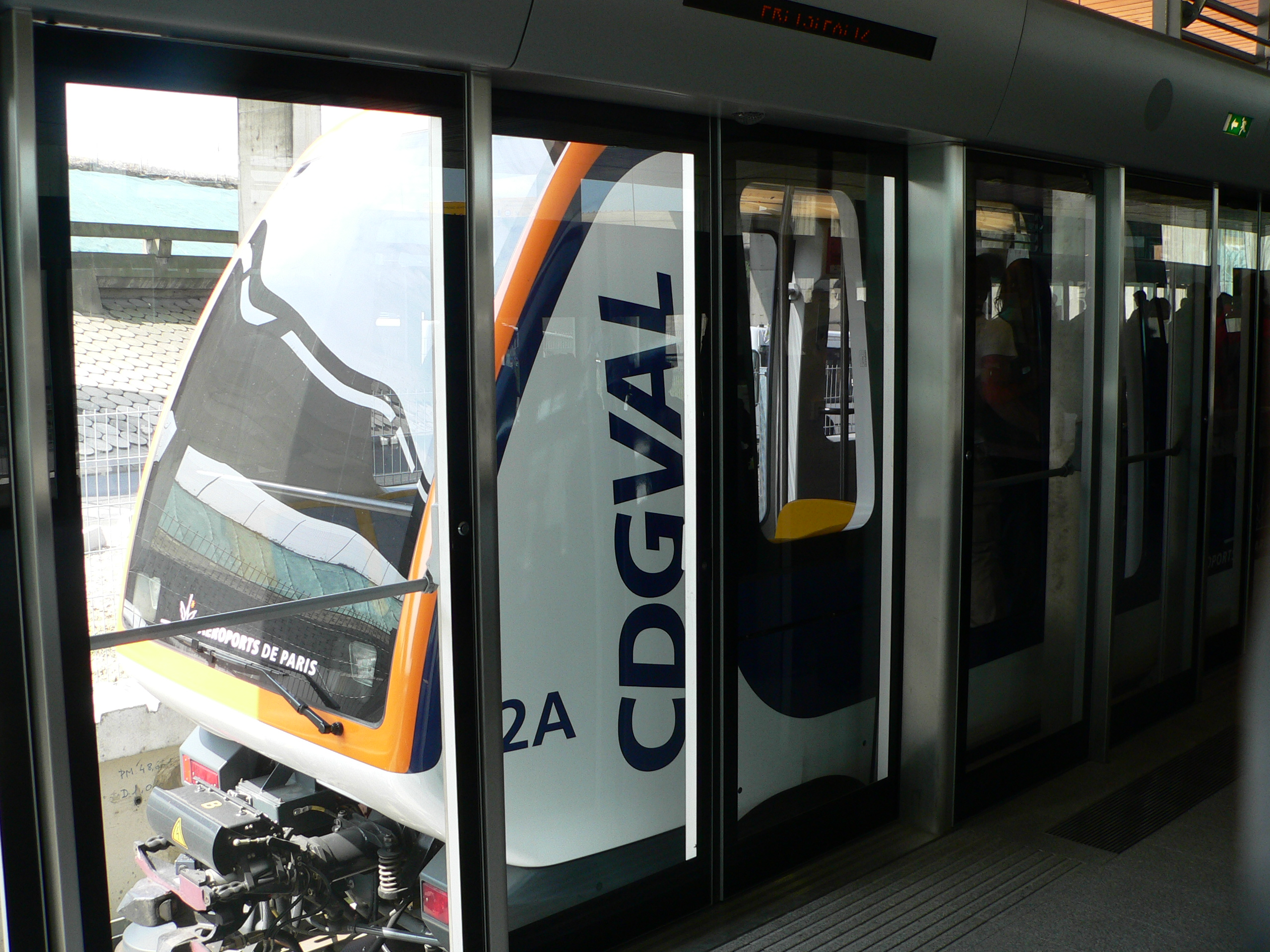
CDGVAL bij een station
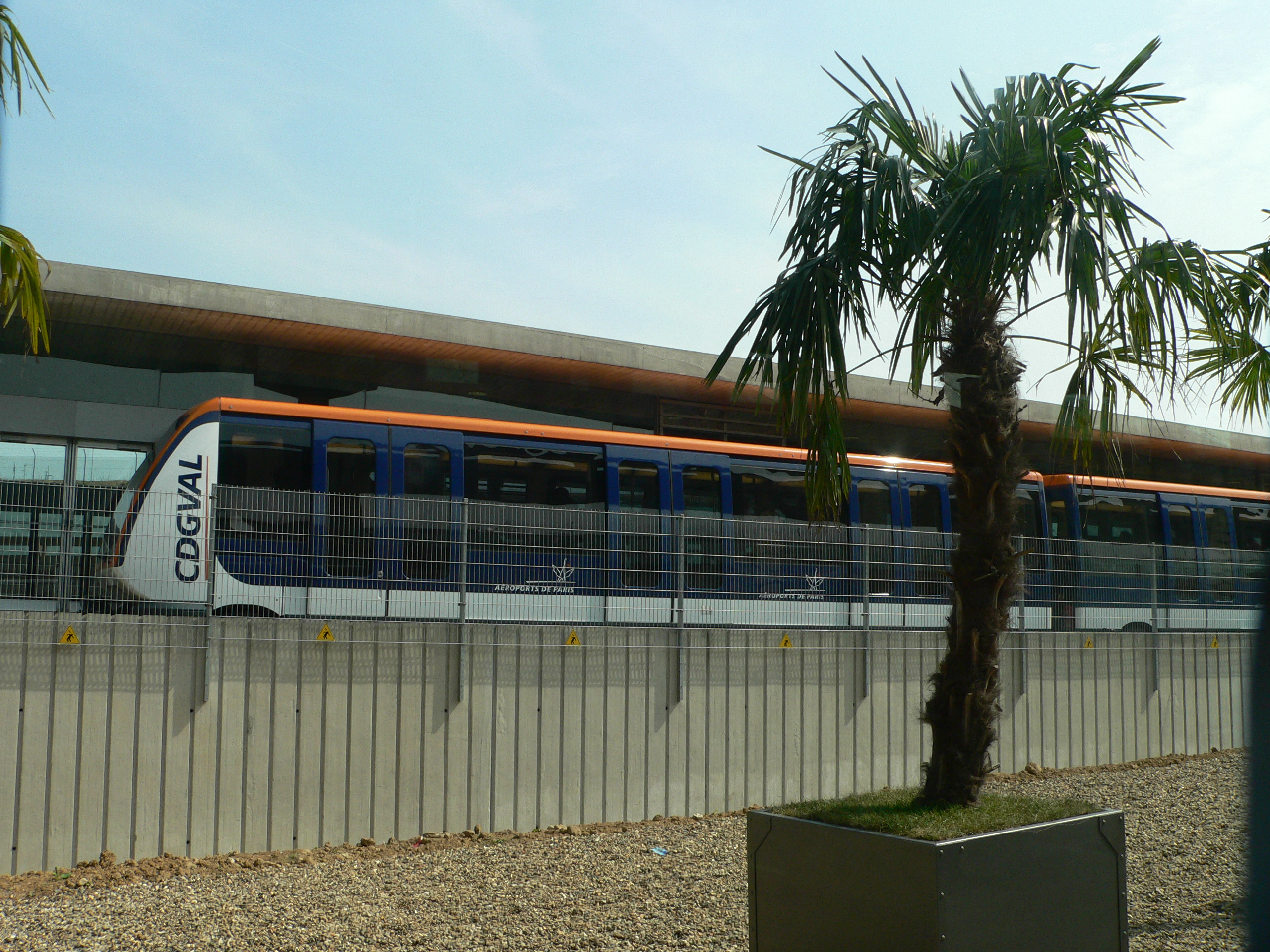
CDGVAL met een palmboom op de voorgrond
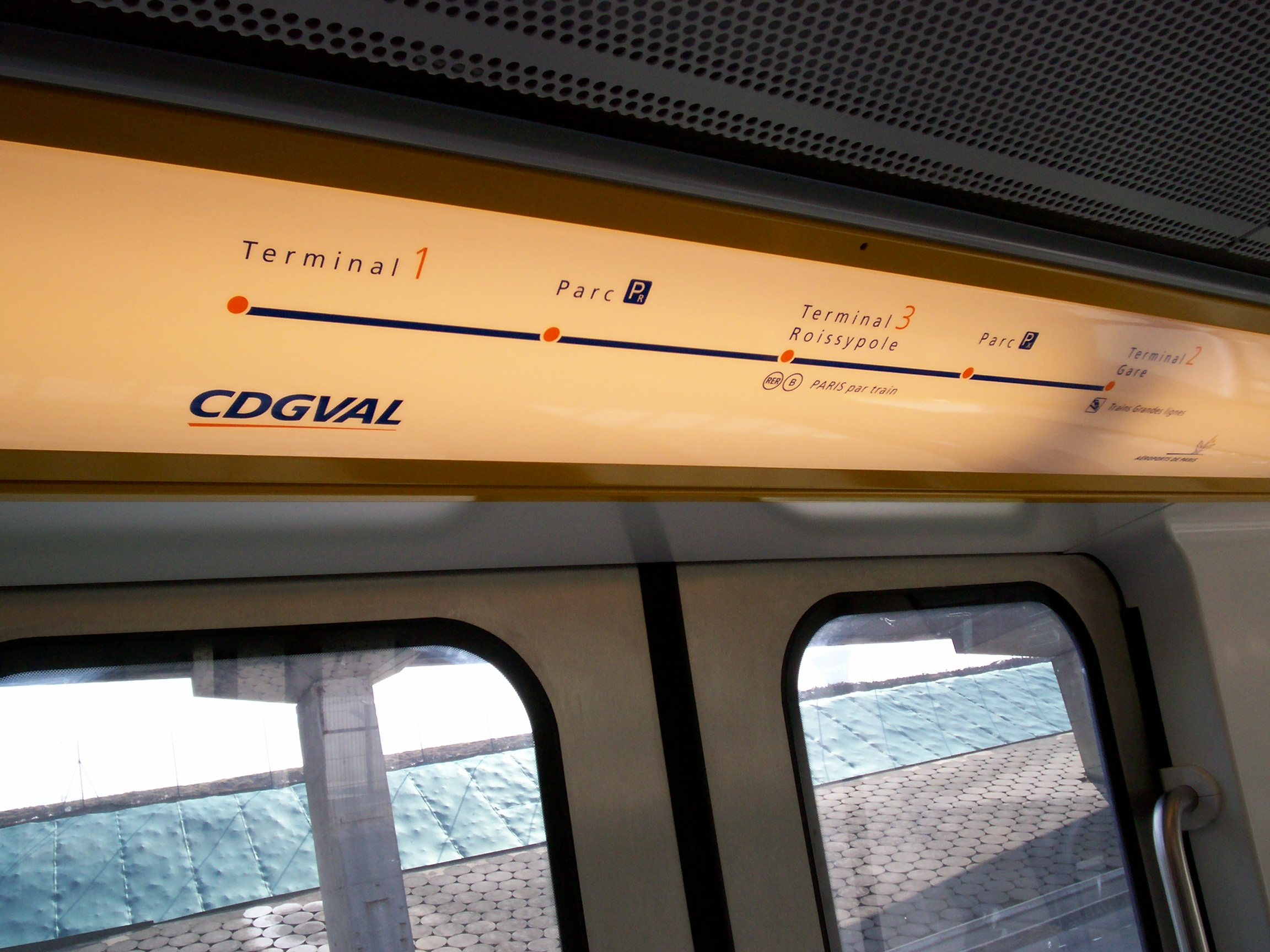
Plattegrond van de CDGVAL in een treinstel
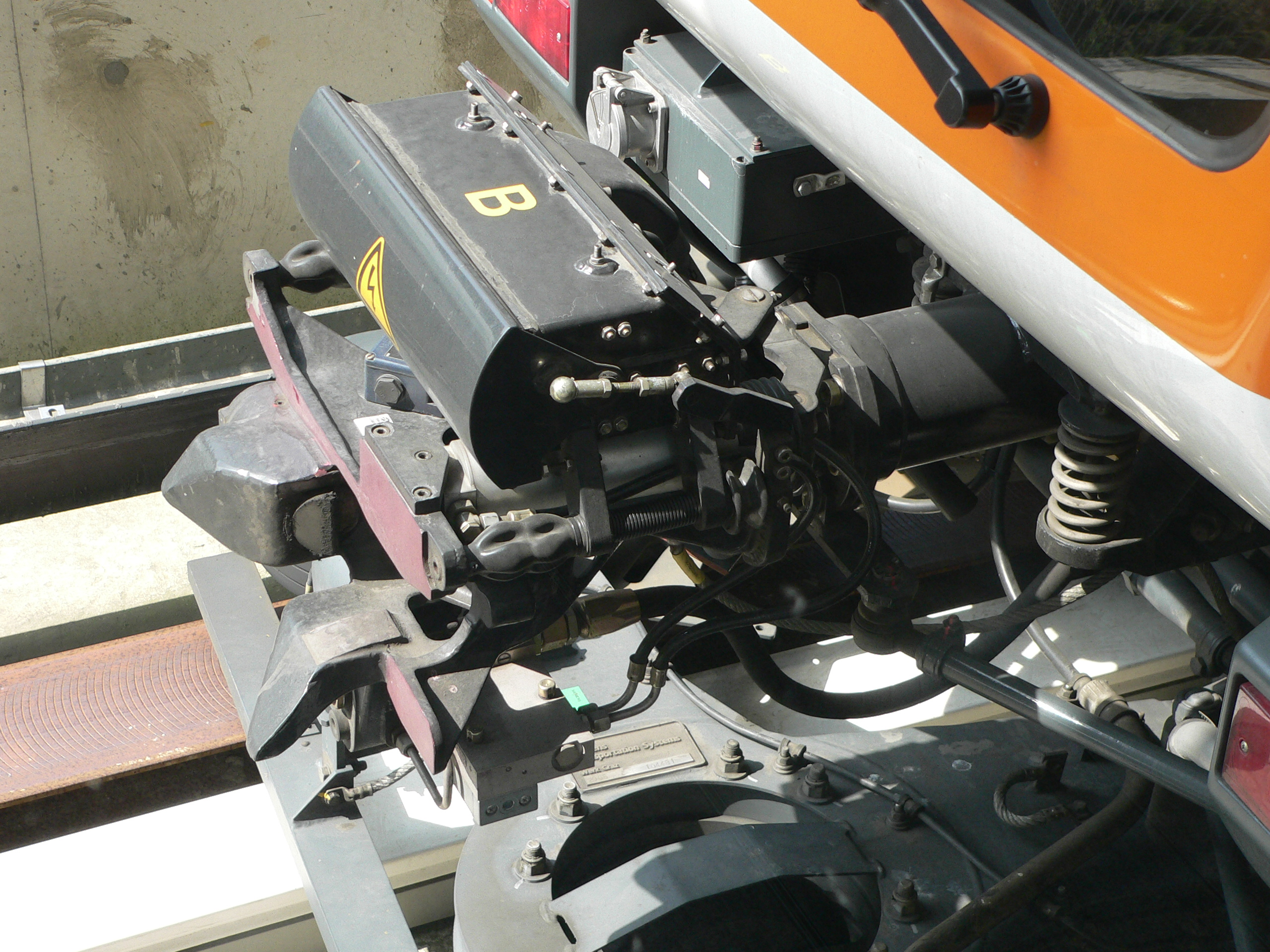
Het systeem van de VAL-trein om treinen te koppelen